# チラ県
チラ県（チラけん）は、中華人民共和国新疆ウイグル自治区ホータン地区に位置する県。住民のほとんどがウイグル人で、荒涼としたタクラマカン砂漠と崑崙山脈の間にあるオアシス周辺に居住している。
北はアクス州、東はケリヤ県、北西はロプ県、南西は中国とインドが紛争中のアクサイチン地域を含むホータン県、南はチベットのガリ州のルトク県と接しています。

## 歴史
県北部に、仏教寺院や経典が発見されたオアシス都市遺跡であるダンダン・ウイリクがある。
現在の郡庁所在地であるチラは、タクラマカン砂漠の砂の侵食により3度にわたり移転を余儀なくされた。
1900年から1901年にかけてオーレル・スタインは、現在のチラ郡の北部、現在のロプ郡とケリヤ川の間のタクラマカン砂漠を移動した。スタインが通った道沿いには井戸がいくつかあった。
1928年これまで属していたケリヤ県から分離。1955年に新疆ウイグル自治区が設立されて以来ホータン州の一部となっている。
1950から1980年にかけての30年間に、郡庁所在地付近の農地のかなりの部分が砂嵐によって砂漠化した。一夜にして家が砂に埋もれるような深刻な砂漠化の影響で、郡庁所在地に住んでいた446世帯が1980年代に移転を余儀なくされた。
1983年、砂漠化対策のため中国科学院チラ研究ステーションが設立された。同ステーションの科学者らの協力により移行帯が確立され、砂漠は5キロメートル以上押し戻された。
2005年、ダミクから7km離れた場所で、1500年前の小さな仏教寺院が発見された。
2017年2月28日、県政府は、衣服や私物に「星と三日月」の記章を縫い付けたり、携帯電話ケース、財布、その他の宝飾品に「東トルキスタン」の文字を入れたりしている者を通報した人は現金支給の対象となると発表した。

## 産業
小麦、トウモロコシ、綿花、メロン、ザクロ、クルミ、桃、アプリコットなどが栽培されている。家畜は、馬、牛、羊など。

## 行政区画
2鎮、6郷を管轄：
- 鎮：チラ鎮（策勒鎮）、グラハマ鎮（固拉合瑪鎮）
- 郷：チラ郷（策勒郷）、ダミク郷（達瑪溝郷）、チャカ郷（恰哈郷）、ウルグサイ郷（烏魯克薩依郷）、ヌリ郷（奴爾郷）、ボスタン郷（博斯坦郷）

## 交通

### 鉄道
- 中国国家鉄路集団
  - 和若線

### 道路
- 高速道路
  -  西和高速道路
- 国道
  - G315国道